# Gudmund Restad
Gudmund Olav Restad (né le 19 décembre 1937 à Skaun, Sør-Trøndelag et mort le 18 septembre 2021) est un homme politique norvégien membre du Parti du centre. 
Élu au parlement norvégien depuis 1985 pour Møre og Romsdal, il a été le Ministre des finances de 1997 à 2001 du premier gouvernement de Kjell Magne Bondevik. Lors de ce gouvernement Kjell Magne Bondevik avait constitué une coalition entre le Parti chrétien-démocrate (KrF), dont il faisait partie, le Parti du centre (SP) de Gudmund Restad et le Parti libéral (V).